# Kanton Montfort-le-Gesnois
Kanton Montfort-le-Gesnois is een voormalig kanton van het Franse departement Sarthe. Kanton Montfort-le-Gesnois maakte deel uit van het arrondissement Mamers en telde 19.099 inwoners (1999). Het werd opgeheven bij decreet van 24 februari 2014 met uitwerking op 22 maart 2015. De gemeenten werden opgenomen in het kanton Savigné-l'Évêque, met uitzondering van de gemeente Champigné, die werd toegevoegd aan het kanton Changé

## Gemeenten
Het kanton Montfort-le-Gesnois omvatte de volgende gemeenten:
- Ardenay-sur-Mérize
- Champagné
- Connerré
- Fatines
- Le Breil-sur-Mérize
- Lombron
- Montfort-le-Gesnois (hoofdplaats)
- Nuillé-le-Jalais
- Saint-Célerin
- Saint-Corneille
- Saint-Mars-la-Brière
- Sillé-le-Philippe
- Soulitré
- Surfonds
- Torcé-en-Vallée